# Jasper (Floride)
Pour les articles homonymes, voir Jasper.
La ville de Jasper est le siège du comté de Hamilton, dans l’État de Floride, aux États-Unis.
La ville est nommée en l'honneur du sergent William Jasper (en), célèbre pour avoir maintenu le drapeau américain debout lors de la bataille de Sullivan's Island.

## Démographie
| 1870 | 1880 | 1900 | 1910  | 1920  | 1930  |
| ---- | ---- | ---- | ----- | ----- | ----- |
| 138  | 311  | 993  | 1 730 | 1 260 | 1 748 |

| 1940  | 1950  | 1960  | 1970  | 1980  | 1990  |
| ----- | ----- | ----- | ----- | ----- | ----- |
| 1 722 | 2 327 | 2 103 | 2 221 | 2 093 | 2 099 |

| 2000  | 2010  | - | - | - | - |
| ----- | ----- | - | - | - | - |
| 1 780 | 4 546 | - | - | - | - |

Selon le recensement de 2010, Jasper compte 4 546 habitants. La municipalité s'étend sur 2,28 milles carrés (5,91 km2).

## Galerie photographique

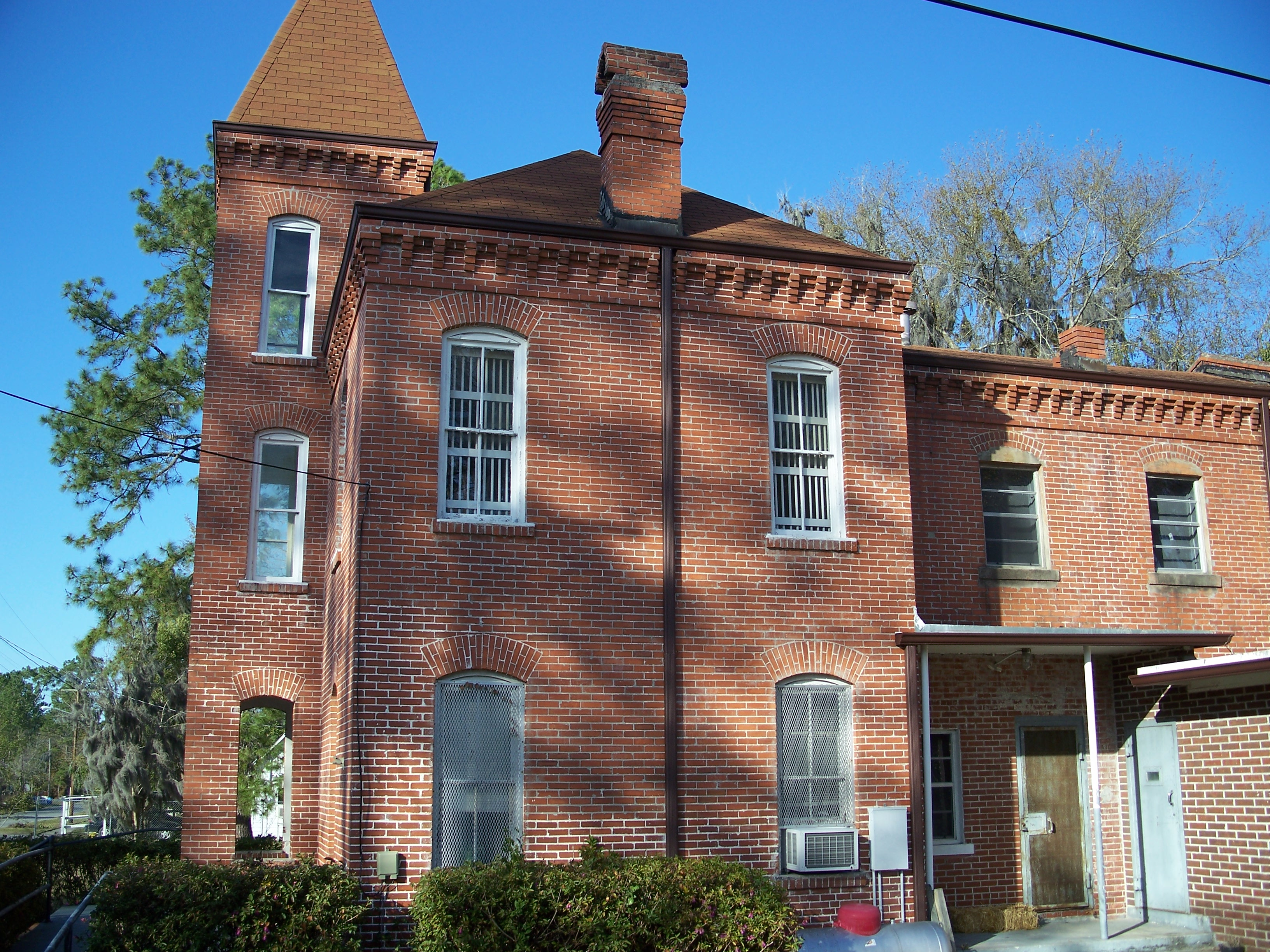
La vieille prison du comté
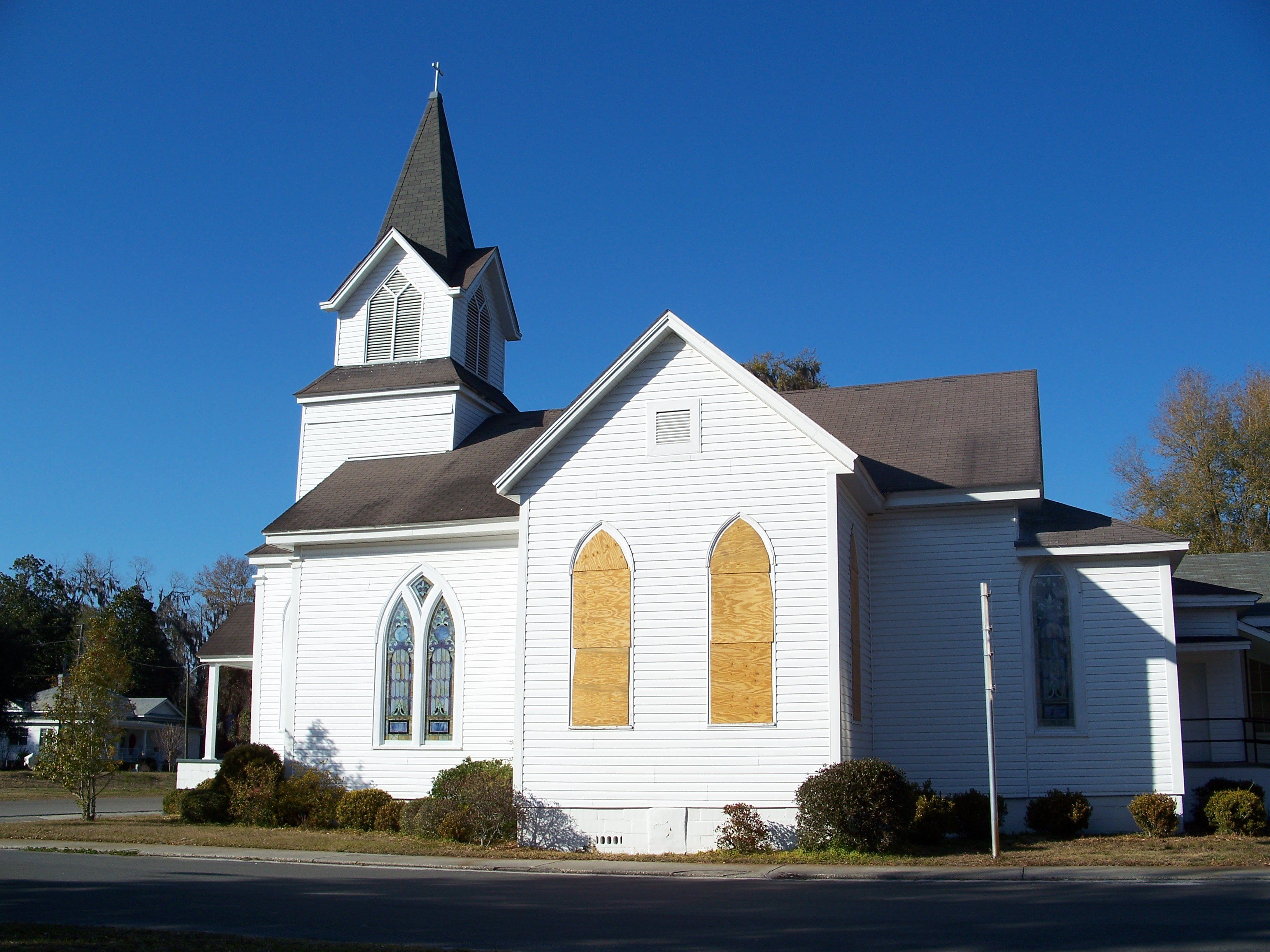
L’église méthodiste, classée monument historique
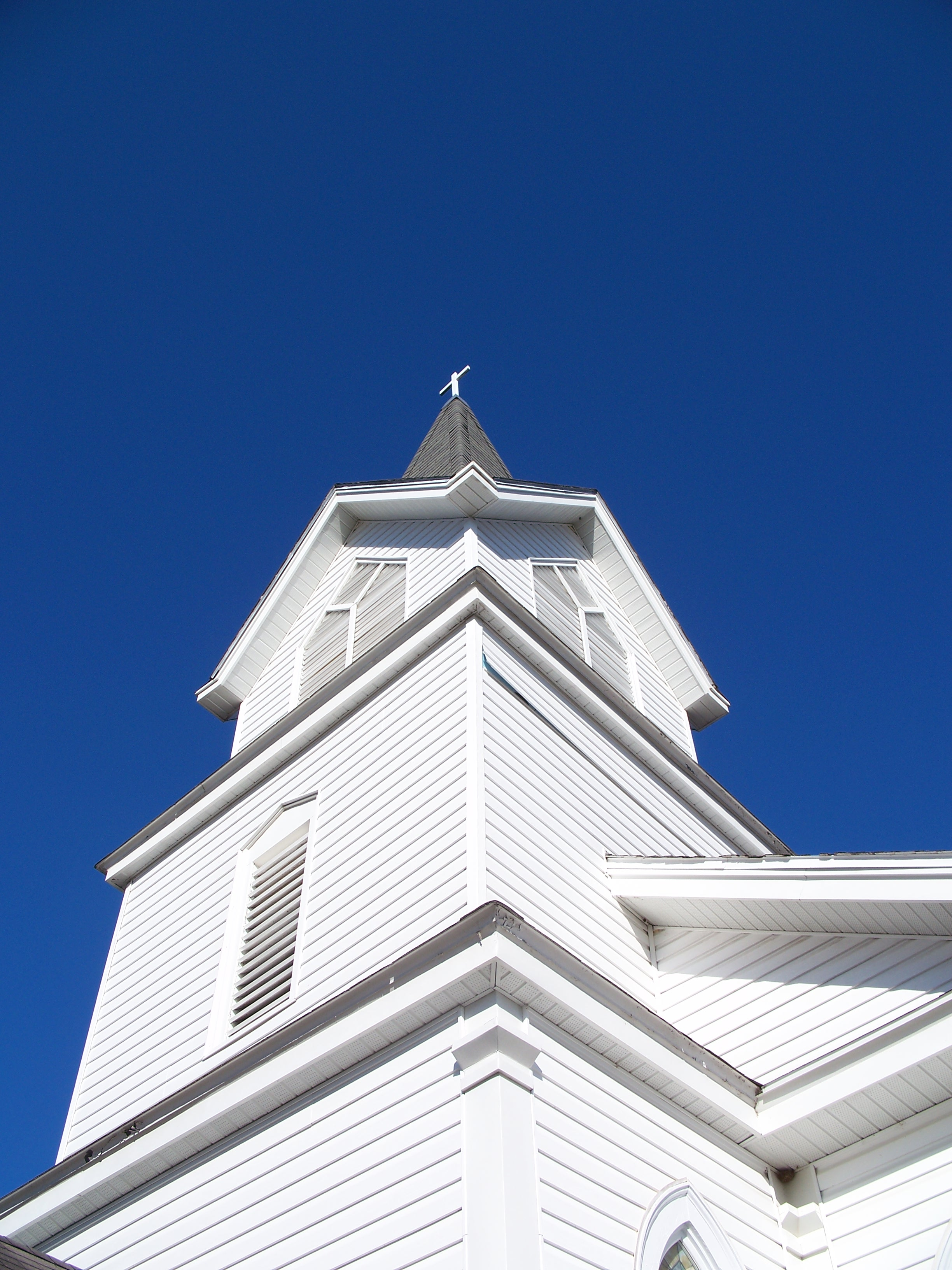
Détail de l’église méthodiste